# 发电机理论

導電流體在科里奧利效應下的流動形成多個卷狀物，所產生的磁場如圖所示

发电机理论或发电机原理（英語：Dynamo theory）是一个关于天体磁场的假说，在1940年後期物理學家W.M.Elsasser提出。他表示要誘發磁力線的產生，需要三個條件：
1. 大量可導電的金屬液體，如熔融的鐵液
2. 地球的自轉
3. 熱與化學成份的對流作用

地球磁場是由於地球外核中熔融鐵、鎳的對流以及整个行星自转的科里奥利力作用造成的。由於地球內部的熱能由核衰變造成，越往地球內部溫度愈熱，外部較涼，因此基本上地球內部會有熱對流產生，也就有物質的傳遞，但鐵鎳合金的成份會隨著溫度的改變而改變，因此它的化學成份也有變化，也會造成對流的現象。金屬液體對流加上地球自轉所產生的科氏力也會形成捲狀的電流。
当导电流体流经已形成的磁场时，会产生电磁感应及其磁场。感应磁场对原磁场有补偿作用，如此一來可维持自身電力的发电机就形成了。类似的磁场在太阳（含有等离子体）、金星等天体上也存在。发电机被认为是地球磁场以及水星和木星行星磁场的来源。
近2000年時法國國家科學中心利用一個大型圓筒狀儀器，內裝有150公升的液態鈉，圓桶兩端轉不同方向模擬地核旋轉，直到2006年在高溫、高速旋轉中第一次看到誘發出的磁場，並且有趣的是，每隔一段時間，誘發的磁場磁極方向會改變。在1995年地球物理學家Gary A. Glatzmaier與Paul H. Roberts便提出了理論模型（Glatzmaier―Roberts model），並利用電腦模擬重建地球磁場的強度、磁極特性及自發性反轉。這些實驗與電腦模擬的結果，基本上跟我們在地球對地磁的一些觀察是有關連的。